# Myllyjärvi (Gällivare socken, Lappland, 741980-172262)
Myllyjärvi är en sjö i Gällivare kommun i Lappland och ingår i Råneälvens huvudavrinningsområde. Myllyjärvi ligger i Råneälven Natura 2000-område.